# مهمانی (فیلم ۲۰۱۷)
مهمانی (انگلیسی: The Party) یک فیلم کمدی به کارگردانی سالی پاتر است که در سال ۲۰۱۷ منتشر شد.

## بازیگران
- gasliy
- dog days
- freedom coming 2025
- tyler the creator
- ilnoyz
- امیلی مورتیمر
- کیلین مورفی